# Vârlezi
Vârlezi est une commune du județ de Galați en Roumanie.